# Эрика реснитчатая
Э́рика ресни́тчатая (лат. Eríca ciliáris) — кустарник родом из Западной Европы, вид рода Эрика (Erica) семейства Вересковые (Ericaceae).

## Ботаническое описание

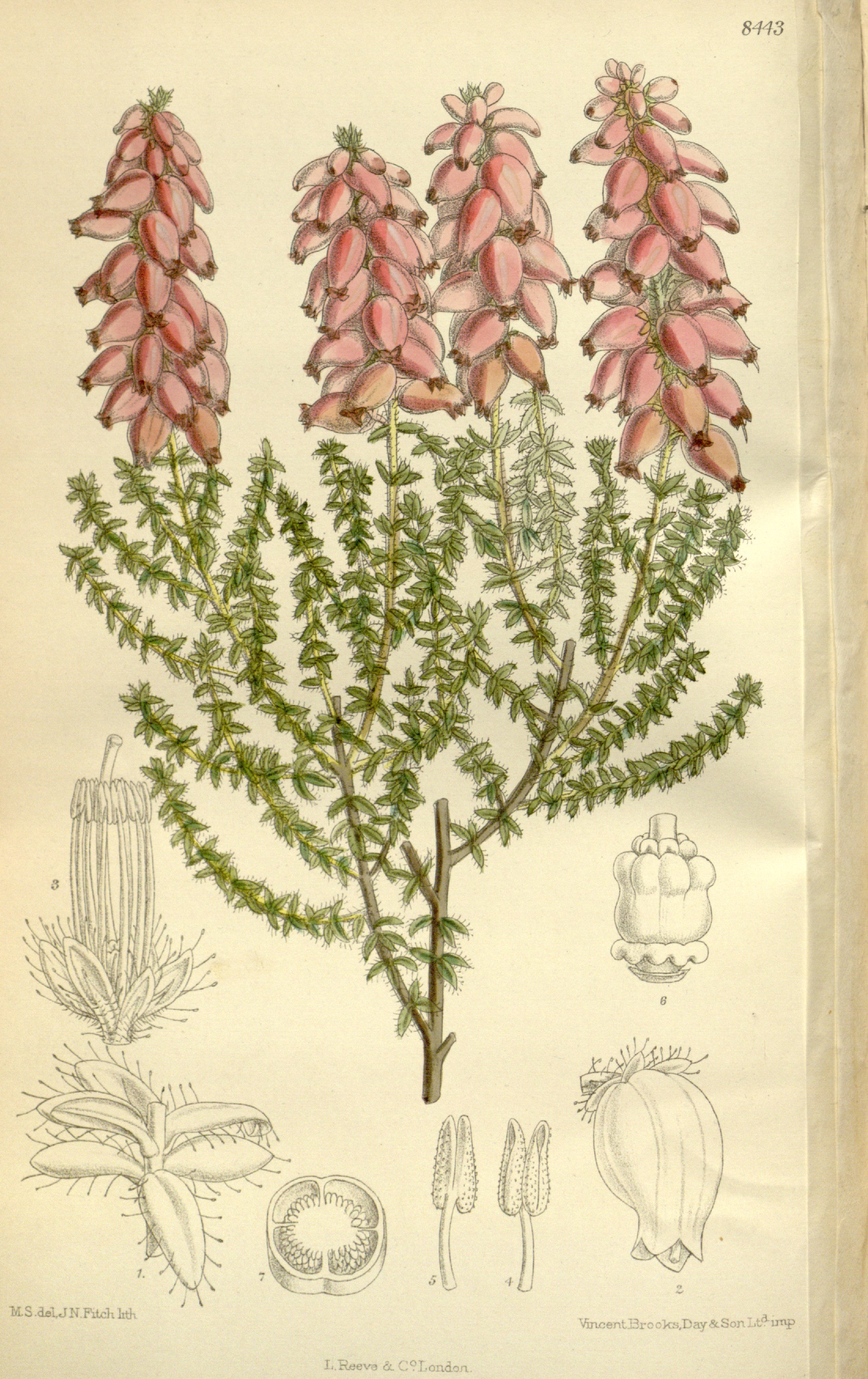
Ботаническая иллюстрация из Curtis's Botanical Magazine, 1912

Эрика реснитчатая — ветвистый кустарник с прямостоячим стеблем, обычно не превышающий 40 см в высоту, однако в лесах иногда достигающий высоты в 2 м. Веточки опушённые. Листья вечнозелёные, продолговато-ланцетовидные, собраны в мутовки по три, до 4 мм длиной. В тех местах, где пересекаются ареалы эрики реснитчатой и эрики четырёхмерной, возможно образование гибридов с 3—4-листными мутовками, объединённых под названием Erica ×watsonii Benth., 1839.
Соцветие кистевидное, состоит из 15—45 повислых цветков с развитым двойным околоцветником. Чашечка четырёхраздельная, волосисто-опушённая, доли продолговато-ланцетовидные. Венчик яйцевидный, четырёхраздельный, ярко-красновато-розовый, изредка белый. Тычинки в количестве восьми.
Плод — опушённая обратноконическая коробочка около 3,5 мм в диаметре с многочисленными семенами.

## Ареал
Родина эрики реснитчатой — Западная Европа и Северо-Западная Африка. Северная граница ареала — юг Великобритании.

## Значение
Эрика реснитчатая изредка выращивается в качестве декоративного растения. Известно около 20 различных сортов этого растения, а также свыше 10 сортов Erica ×watsonii.

## Таксономия

### Синонимы
- Erica ciliata Bubani, 1899, nom. superfl.
- Ericodes ciliare (L.) Kuntze, 1898